# Liste schwäbischer Adelsgeschlechter/L

## L
| Name                      | Stammsitz                                                                                            | Stand                                                          | Anmerkungen zu Geschichte und Verbreitung | Mitgliedschaft in Adelsvereinigungen, Bündnissen oder Matrikeln | Links zu relevanten Bildergalerien | Wappen |
| ------------------------- | --- | -------------------------------------------------------------- | --- | --- | --- | --- |
| Schenken von Landeck      | Burg Landegg bei Magdenau im Toggenburg                                                              | rapperswilische Ministerialen, sanktgallische Erbschenken      | im 15. Jh. als sanktgallische Lehnsleute auf Neuravensburg; Konrad Schenk von Landeck | | | Scheibler |
| Landenberg                | Alt-Landenberg Breitenlandenberg Hohenlandenberg Hohenschramberg                                     | Herren                                                         | | Leitbracken | | Scheibler |
| Landenberg von Greifensee | Schloss Greifensee                                                                                   |                                                                | | Leitbracken | | |
| Langenegg                 | Burg Langenegg bei Waltenhofen                                                                       | Herren Patrizier (nicht in direkter Linie, sondern durch Kauf) | Benannt nach der Burg. Starben 1415 aus. Kam dann über die Erbtochter an die Herren von Rauns zu Langenegg. Nach deren Aussterben Verkauf durch die Erben im Jahr 1513 an den verschwägerten Kemptener Patrizier Winter. Dieser nannte sich fortan von Langenegg. 1647 fiel als erledigtes Lehen an die Abtei Kempten. | | | Siebmacher |
| Lanz von Liebenfels       | Konstanz                                                                                             | Adelsstand seit etwa 1470                                      | Liebenfels (bis 1574), Gündelhart (bis 1622), Beerenberg (He, 17. Jh.–1727), Worblingen (He, ab 1706), Anteil Gailingen (He, ab 1734/36), Beuren an der Aach (He, ab 1767) | Kanton Hegau | | Siebmacher |
| Laubenberg                | Burg Alt-Laubenberg bei Grünenbach, Burg Laubenbergerstein, später Schloss Rauhenzell bei Immenstadt | Herren                                                         | Auszug | Leitbracken Schwäbischer Bund | Hans Caspar von Laubenberg (1452–1522), Ratgeber und oberster Feldzeugmeister Maximilians I. weitere Bilder hier                                                 | Scheibler Siebmacher |
| Leimberg                  | Leimberg                                                                                             | helfensteinische Ministerialen                                 | erwähnt 1324, erloschen 1466; Niederstotzingen (1401–ca. 1446), Burgberg (1442–1459) | Leitbracken | | Scheibler |
| Leineck                   | Burg Leineck bei Alfdorf                                                                             | Ritter                                                         | 1331 mit Rüdiger von Leineck erstmals erwähnt; 1364 Hans von Leineck. Verwandtschaftliche Beziehungen zu den Rinderbach. Gegen Ende des 14. Jahrhunderts erloschen | | | |
| Leinstetten               | Burg Leinstetten                                                                                     |                                                                | | Leitbracken | | Scheibler |
| Leutkircher               | Markt Rettenbach                                                                                     | Reichsministerialen, Patrizier                                 | ab 1238/40 genannt, in mehreren Generationen Amtmänner in Kaufbeuren und Memmingen, 1404-1544 zu Markt Rettenbach | Sankt Jörgenschild, 1488, 1522 | | das Wappen des Geschlechts entspricht den frühen Stadtwappen der Reichsstadt Leutkirch, das erste Siegel der Familie ist 1302 belegt |
| Leutrum von Ertingen      | Burg Ertingen                                                                                        | Reichsritter Freiherren                                        | | Sankt Jörgenschild Teil am Neckar (1488) Schwäbischer Bund Kanton Neckar (ab 1548 bis 1805), Kanton Kocher (1723–1776, wegen Filseck)                                                        | Franziska von Hohenheim weitere Bilder hier | Siebmacher |
| Lichtenberg               | Burg Lichtenberg                                                                                     | Herren                                                         | 1197 erstmals erwähnt gründeten im 13. Jahrhundert Großbottwar verkauften ihre Herrschaft 1357 an Württemberg Hermann II. Hummel von Lichtenberg, Kanzler Ludwigs des Bayern | Leitbracken | Burg Lichtenberg | Ingeram-Codex |
| Lichtenberg               | Burg Lichtenberg (Elsass)                                                                            | Edelfreie                                                      | Mannesstamm erloschen 1480 | Leitbracken | | Ingeram-Codex |
| Lichteneck                | Lichteneck                                                                                           | teckische und aichelbergische Ministerialen                    | Linien Neidlingen, Lichteneck (erloschen 1469), Randeck (erloschen 1480) | Leitbracken | | Scheibler |
| Lichtenstein              | Lichtenstein bei Honau, Lichtenstein bei Neufra                                                      |                                                                | 1687 erloschen | Leitbracken | | Ingeram-Codex |
| Liebenstein               | Schloss Liebenstein                                                                                  | Reichsritter Freiherren                                        | 1283 erstmals erwähnt | Kanton Kocher (mit Jebenhausen, Eschenbach, später aufgegeben, Liebenstein, Schlat, Steinbach, Bönigheim) Kanton Neckar (mit der Hälfte von Köngen) Kanton Donau (bis 1782 mit Buttenhausen) | Schloss Liebenstein weitere Bilder hier | Siebmacher |
| Liesch (von Hornau)       | Horb am Neckar, Burg Hornau abgegangen                                                               |                                                                | | Kanton Neckar-Schwarzwald (1581–1604) | | Siebmacher |
| Lierheim                  | Lierheim                                                                                             |                                                                | im 16. Jh. Ganerben zu Bönnigheim | Leitbracken | | Ingeram Codex |
| Schenken von Limpurg      | Burg Limpurg                                                                                         |                                                                | spalteten sich um 1230 von der Stammlinie der Reichsschenken von Schüpf ab. Als Begründer der Linie Limpurg gilt der Schenk Walter von Schüpf. | Leitbracken | | Ingeram Codex |
| Lomersheim                | Lomersheim                                                                                           | Edelfreie                                                      | erloschen 1645 | Leitbracken | | Ingeram-Codex |
| Löwenstein                | Burg Schenkenberg, Aargau Burg Löwenstein                                                            | Grafen                                                         | Im 12. Jahrhundert spalteten sich von den Grafen von Calw die zwei Nebenlinien Calw-Löwenstein und Calw-Vaihingen ab. Die drei Linien starben dann schon im 13. Jahrhundert aus. Es folgte die zweite Linie mit Albrecht I. von Schenkenberg (1250–1304), ⚭ Luitgard von Bolanden, erstgeborener Sohn des Rudolf I von Habsburg, König des heiligen-römischen Reiches, Besitzer der Burg Schenkenberg, Aargau, Schweiz (Wappen alt: halber, aufsteigender Adler über Sparren, Wappen neu: schreitender Löwe auf Dreiberg) Die Grafschaft Löwenstein blieb im Besitz dieser Familie bis 1436 mit dem Recht, bis zum Tode Georgs von Löwenstein, Domherr in Bamberg, alle Teile der Grafschaft innezuhaben (Gemälde des Kalvarienberg von Hans Pleydenwurff, gestorben 1464, zeigt Georg mit dem Wappen des Löwen auf Dreiberg als Stifter). Die Vorfahren des heutigen Hauses Löwenstein-Wertheim gehen zurück auf Graf Ludwig von Löwenstein (1463–1524). | | Ratsitzung Graf Eberhard des Milden von Württemberg (regierte 1392–1417) mit Heinrich, Gf von Löwenstein-Schenkenberg (*1378/79-1443) Nr. 17 weitere Bilder hier | Siebmacher, Wappen der Löwenstein-Wertheimer                                                                                         |
| Grafen von Lupfen         | |                                                                | | Leitbracken | Ratsitzung Graf Eberhard des Milden von Württemberg (regierte 1392–1417) Junker von Lupfen Nr. 18 weitere Bilder hier                                            | Scheibler |